# Úvula
A úvula é um apêndice cônico do véu palatino, situado na parte posterior da boca. Na linguagem coloquial ou vulgar dá-se à úvula nomes tais quais campainha, váula, goela, sininho ou belengodengo, dada sua semelhança ao badalo.
A úvula serve como um alarme de que algo está a passar pela nossa garganta e é hora de fechar as vias respiratórias para que não entre nem na cavidade nasal, nem na traqueia, ou seja, (é uma válvula que se fecha para impedir que a comida chegue ao nariz ou faça com que nos engasguemos com ela.)